# Denver and Rio Grande Western Railroad

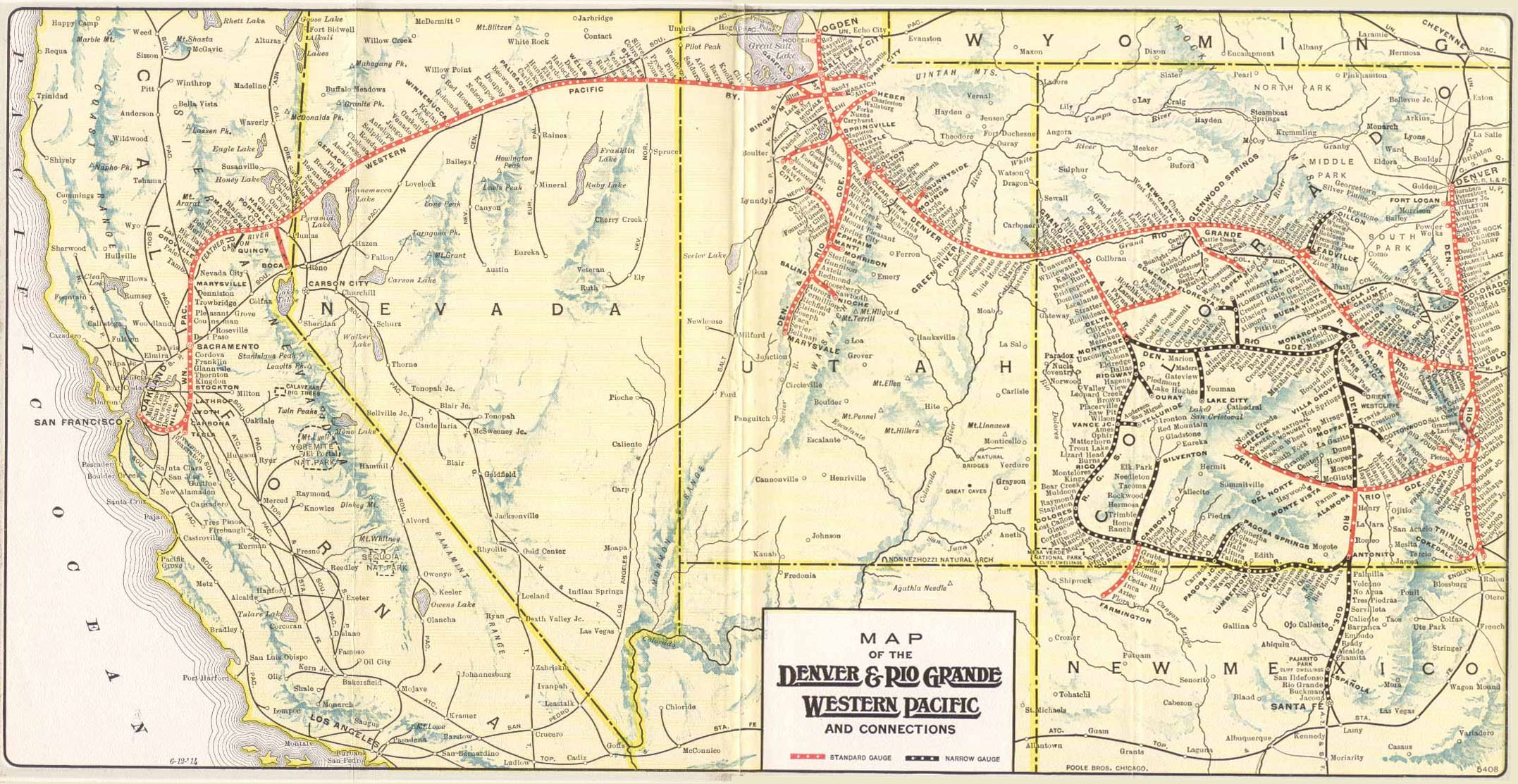
Streckennetzkarte um 1930 der D&RGW und der Western Pacific Railroad

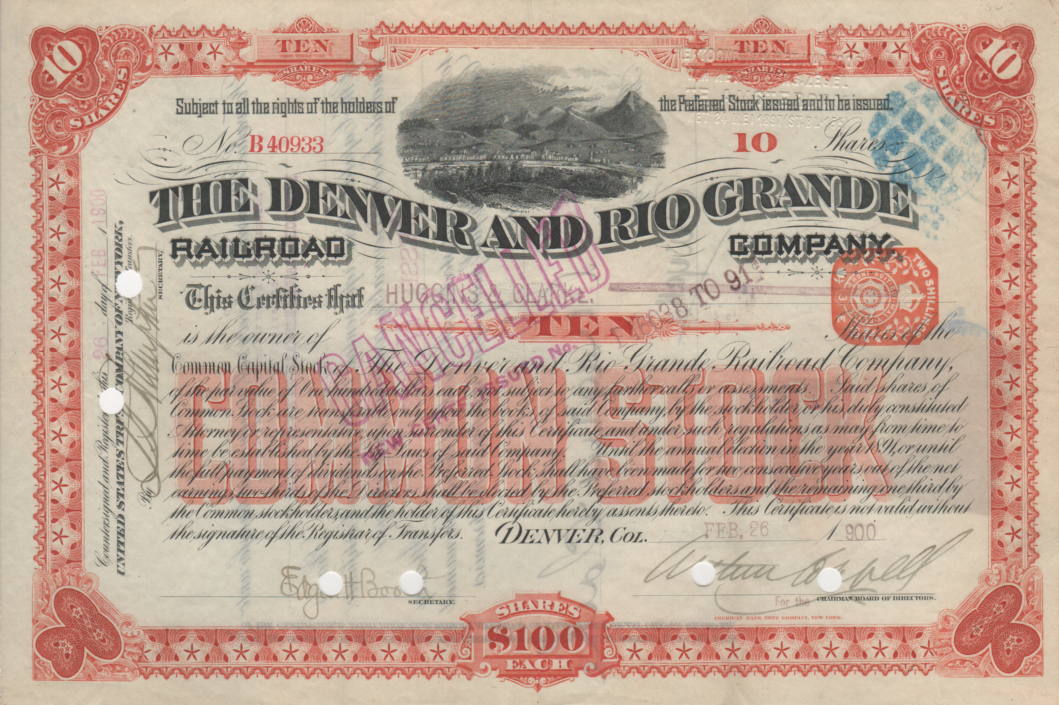
Aktie der Denver and Rio Grande Railroad vom 26. Februar 1900

Die Denver & Rio Grande Western Railroad, abgekürzt D&RGW, war eine der ältesten Bahngesellschaften im Westen der USA. Schon Ende des 19. Jahrhunderts baute die 1870 als Denver & Rio Grande Railway gegründete Gesellschaft schmalspurige Eisenbahnstrecken mit der Spurweite von 3 Fuß durch die Rocky Mountains, damals eine technische Meisterleistung. Schon bald zeigte sich, dass das Schmalspursystem Kapazitätsengpässe nach sich zog und teures Umladen nötig machte, weswegen das Netz schon bald auf Regelspur umgebaut wurde. Am 9. August 1988 übernahm der Anschutzkonzern, in dessen Besitz die Rio Grande war, die Southern Pacific Railroad, wodurch die Rio Grande de jure von der Bildfläche verschwand. De facto sind aber selbst heute immer noch Loks und Wagen im D&RGW-Design im Einsatz. Heute gehören die Reste zur Union Pacific Railroad.

## Geschichte
Die Denver and Rio Grande Railroad (D&RG) wurde 1870 von General William Jackson Palmer als Schmalspurbahn gegründet mit dem Fernziel, Denver in Colorado und Mexiko-Stadt zu verbinden. Die Schmalspur wurde aufgrund der geringeren Baukosten und – genauso wichtig – aufgrund der geringeren Bauzeit gewählt. Die Route sollte über den Raton Pass führen, der sich im Norden von New Mexico befindet. Der fieberhafte Wettbewerb um die Streckenlegung provozierte in den Jahren 1877 bis 1880 den Konflikt mit der Atchison, Topeka and Santa Fe Railway. Beide Rivalen engagierten Revolverhelden und korrumpierten Politiker. Im Juni 1879 verteidigte die Santa Fe ihren Lokschuppen in Pueblo (Colorado) mit aus Dodge City angeheuerten Ganoven unter der Führung von Bat Masterson. Der Schatzmeister der D&RG, R. F. Weitbrec, bezahlte daraufhin die Verteidiger, um sie zum Verlassen zu bewegen. Letztendlich gewann die Santa Fe das Recht auf den Raton Pass, während die D&RG 1,4 Mio. $ für die Gleisrechte durch die Royal Gorge am Arkansas River bezahlte. Durch die Schlucht erreichte die Bahn das Bergbaugebiet um Leadville. Danach fokussierte die D&RG ihre Aktivitäten auf die Erschließung des lukrativen Bergbaues mit Gleisen.

### Die Royal-Gorge-Strecke

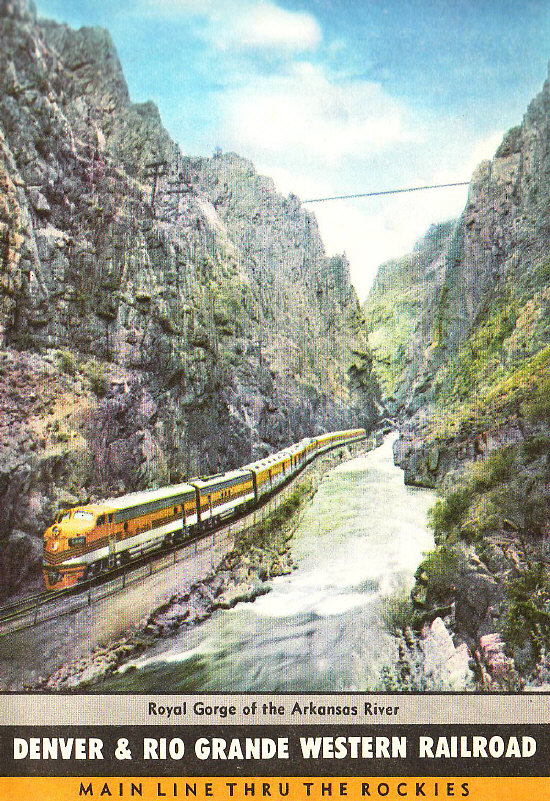
D&RGW Zug Nr. 1 in der Royal Gorge, Aufnahme aus dem Kursbuch 1960

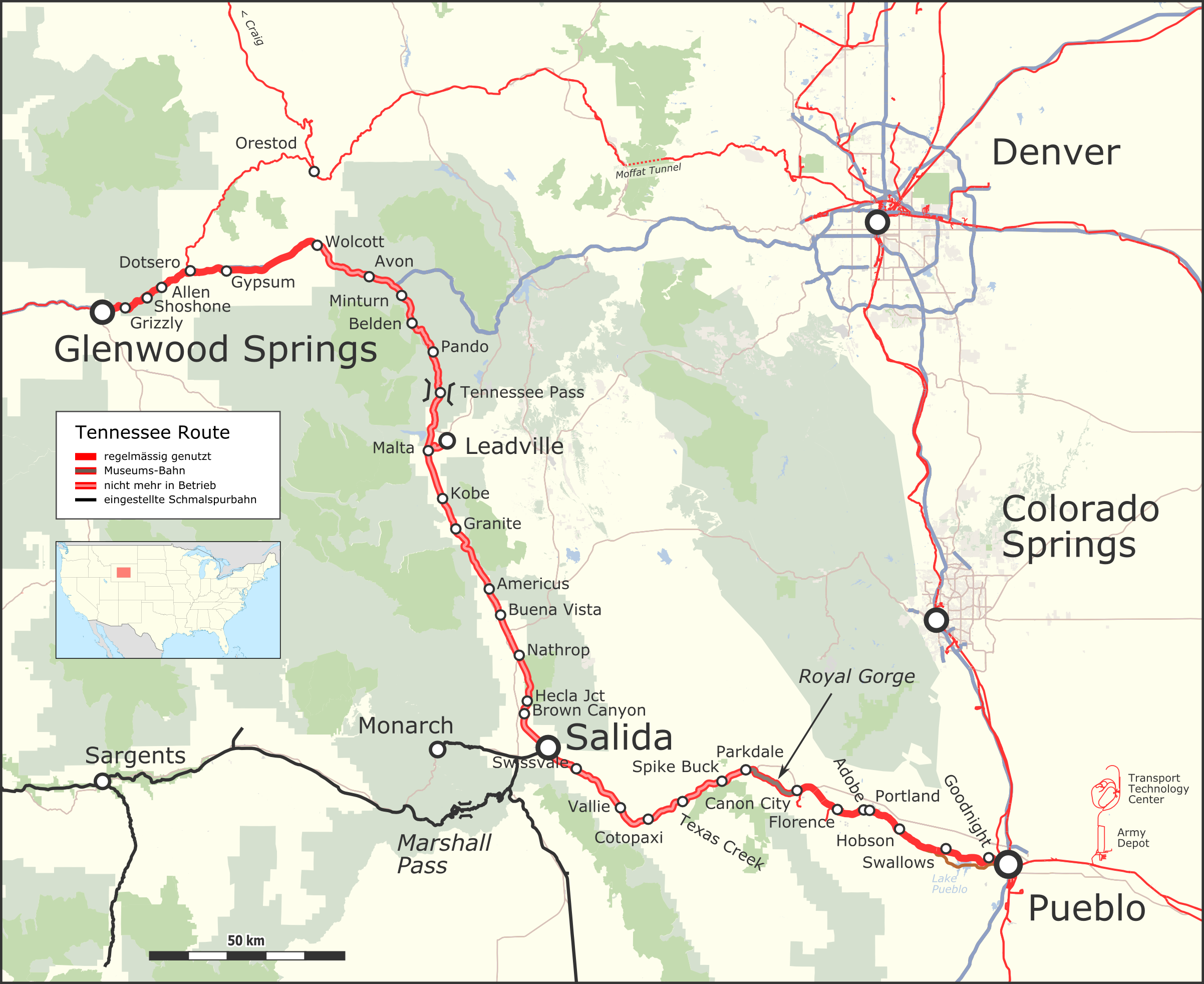
Strecke durch die Royal Gorge und über den Tennessee Pass Route

Die D&RG baute von Pueblo aus westwärts und erreichte Cañon City 1874. Die Linie wurde nun durch die Royal Gorge gebaut und erreichte Salida (Colorado) am 20. Mai 1880. Ein Jahr später war das nördlich gelegene Leadville erreicht. Von Salida aus baute die D&RG eine weitere Strecke westwärts über den Marshall Pass (3.305 m), wo die Nordamerikanische kontinentale Wasserscheide überschritten wurde, und erreichte Gunnison (Colorado) am 6. August 1881. Hinter Gunnison erreichte die Bahn den berühmten Black Canyon. Die Gleise verließen den immer schwieriger zu trassierenden Canyon bei Cimmaron und überquerten den Cerro Summit, wodurch schließlich am 8. September 1882 Montrose (Colorado) erreicht wurde. Ab Montrose wurde im März 1883 eine Linie über Delta nach Grand Junction und dort eine Verbindung mit der Rio Grande Western Railroad eröffnet, wodurch eine durchgehende Schmalspurlinie von Denver nach Salt Lake City zustande kam.
Die Linie von Pueblo nach Leadville wurde 1887 auf ein Dreischienengleis umgebaut, wodurch sowohl Schmalspur- als auch Normalspurzüge die Strecke befahren konnten. Weiterhin wurden schmalspurige Abzweigstrecken nach Crested Butte, Lake City, Ouray und Somerset gebaut.

### Die San-Luis-Valley-Strecke

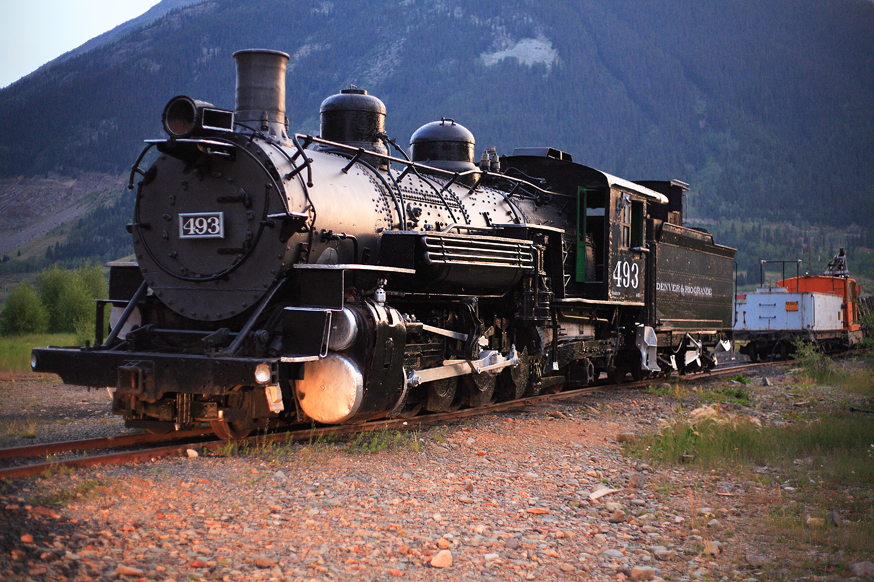
Schmalspurzug auf der Strecke Durango-Silverton

Ab Walsenburg (Colorado), südlich von Pueblo, wurde eine Strecke in Richtung Westen gebaut. Über den La Veta Pass erreichte diese 1878 Alamosa. Ab Alamosa wurde eine Linie südwärts über Antonito gebaut, wo sie schließlich Santa Fe (New Mexico) erreichte. Eine weitere Strecke wurde ab Alamosa westwärts nach Creede vorangetrieben. Eine weitere Linie mit einem der längsten geradlinigen Streckenabschnitte (52,82 Meilen) führte von Alamosa nordwärts nach Salida an der Royal-Gorge-Strecke. Südlich von Alamosa, in Antonito, wurde ein Abzweig in Richtung Westen gebaut. Über den Cumbres Pass (3.052 m) entlang der Staatsgrenze zwischen Colorado und New Mexico erreichte diese Strecke im August 1881 Durango. Von dort wurde eine Strecke in die nördlich gelegenen Bergbaugebiete gelegt. Im Juli 1882 erreichte diese Strecke ihre Endstation Silverton. Weiterhin wurde ab Durango eine Verbindung nach Farmington im südlich gelegenen New Mexico gebaut.
Heute ist die Strecke Durango-Silverton eine Museumsbahn mit der Bezeichnung Durango and Silverton Narrow Gauge Railroad, während die Strecke von Antonito nach Durango nur noch teilweise betrieben wird: Durch die Cumbres and Toltec Scenic Railroad, die ebenfalls mit Museumszügen von Antonito nach Chama fährt.

### Der Tennessee-Pass
Nordwestlich von Leadville baute die D&RG eine Strecke über den Tennessee-Pass (3.121 m), um die Bergbaugebiete um Aspen (Colorado) zu erreichen, bevor dies ein weiterer Mitbewerber, die Colorado Midland Railway, schaffte. Die Linie führte durch den Glenwood Canyon nach Glenwood Springs und erreichte Aspen im Oktober 1887. Die D&RG baute dann eine Verbindung mit der Colorado Midland und trieb die Strecke weiter nach Westen vor, wo sie schließlich in Grand Junction auf die Strecke nach Salt Lake City traf. Ursprünglich war die Linie als eine Nebenroute zwischen Pueblo und Grand Junction angesehen. 1890 wurde die Strecke jedoch auf Normalspur umgenagelt, wodurch die südlich verlaufende Royal-Gorge-Strecke zur Nebenroute wurde.

### Denver and Rio Grande Western

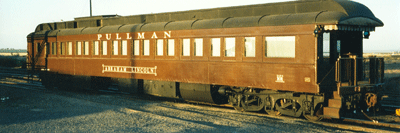
Der Geschäftswagen 101 der D&RG war ursprünglich ein normaler Reisezugwagen und wurde 1929 umgebaut. Heute trägt er den Namen Abraham Lincoln.

Die ursprüngliche Denver and Rio Grande Western Railway hatte eine Linie von Ogden (Utah) über Soldier Summit nach Grand Junction (Colorado) gebaut. Im Jahre 1889 wurde sie im Rahmen eines Finanzplans zum Umbau auf Normalspur in Rio Grande Western Railway umbenannt und baute zahlreiche Zweiglinien in Utah, um lukrative Kohlenfelder zu erreichen. 1901 fusionierte die Denver and Rio Grande mit der Rio Grande Western und übernahm diese 1908 schließlich vollständig. Die Bahngesellschaft war jedoch durch Spekulationen geschwächt, die für die Finanzierung der Western Pacific Railroad durchgeführt wurden. Im Ersten Weltkrieg übernahm die United States Railroad Administration (USRA) zeitweise die D&RG. Nach dem Bankrott der Western Pacific Railway 1918 fiel die D&RG unter Konkursverwaltung. Im Rahmen der Reorganisation 1920 wurde die Bahn in Denver and Rio Grande Western Railroad (D&RGW oder DRGW) umbenannt.

### Die Moffat-Strecke
1931 kaufte die D&RGW die Denver and Salt Lake Western Railroad, eine Untergesellschaft der Denver and Salt Lake Railroad (D&SL), die die Rechte erworben hatte, eine 64 km lange Verbindung zwischen den beiden Bahnen zu bauen. Nach Jahren der Verhandlung erhielt die D&RGW die Zugangsrechte für die D&SL-Linie von Denver zu dem neu zu errichtenden Abzweig. 1932 begann der Bau des Dotsero Cutoff genannten Abzweiges westlich von Glenwood Springs nach Bond am Colorado River. Der Ort, an dem die Strecke von der Moffat-Linie abzweigen sollte, wurde Orestod (Dotsero rückwärts gesprochen) genannt, das andere Streckenende hieß hingegen Dotsero. 1934 war der Bau der Strecke beendet, wodurch nun eine direkte Verbindung von Denver nach Salt Lake City möglich war. Trotz dieser signifikanten Verbesserung musste die D&RGW 1935 erneut Konkurs anmelden. Nach der Neuorganisation fusionierte die D&RGW am 3. März 1947 mit der D&SL, wodurch sie die Kontrolle über die „Moffat Road“ und eine Zweiglinie nach Craig (Colorado) erhielt.

### „Fast Freights“ und der California Zephyr, 1950–1983

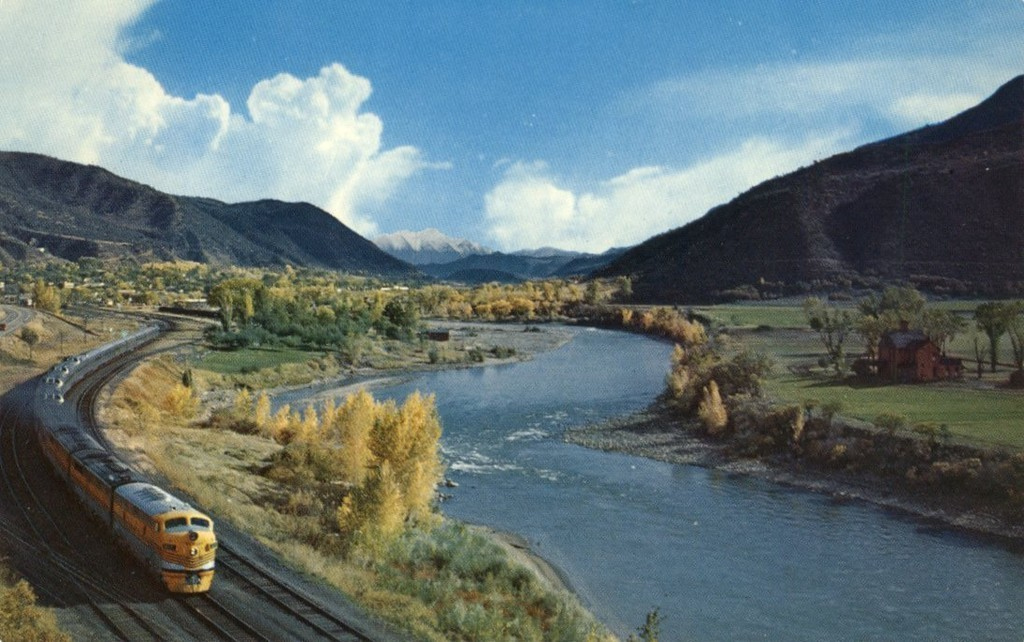
Der California Zephyr fährt vor 1963, gezogen von D&RGW-Lokomotiven, den Colorado in Westcolorado entlang.

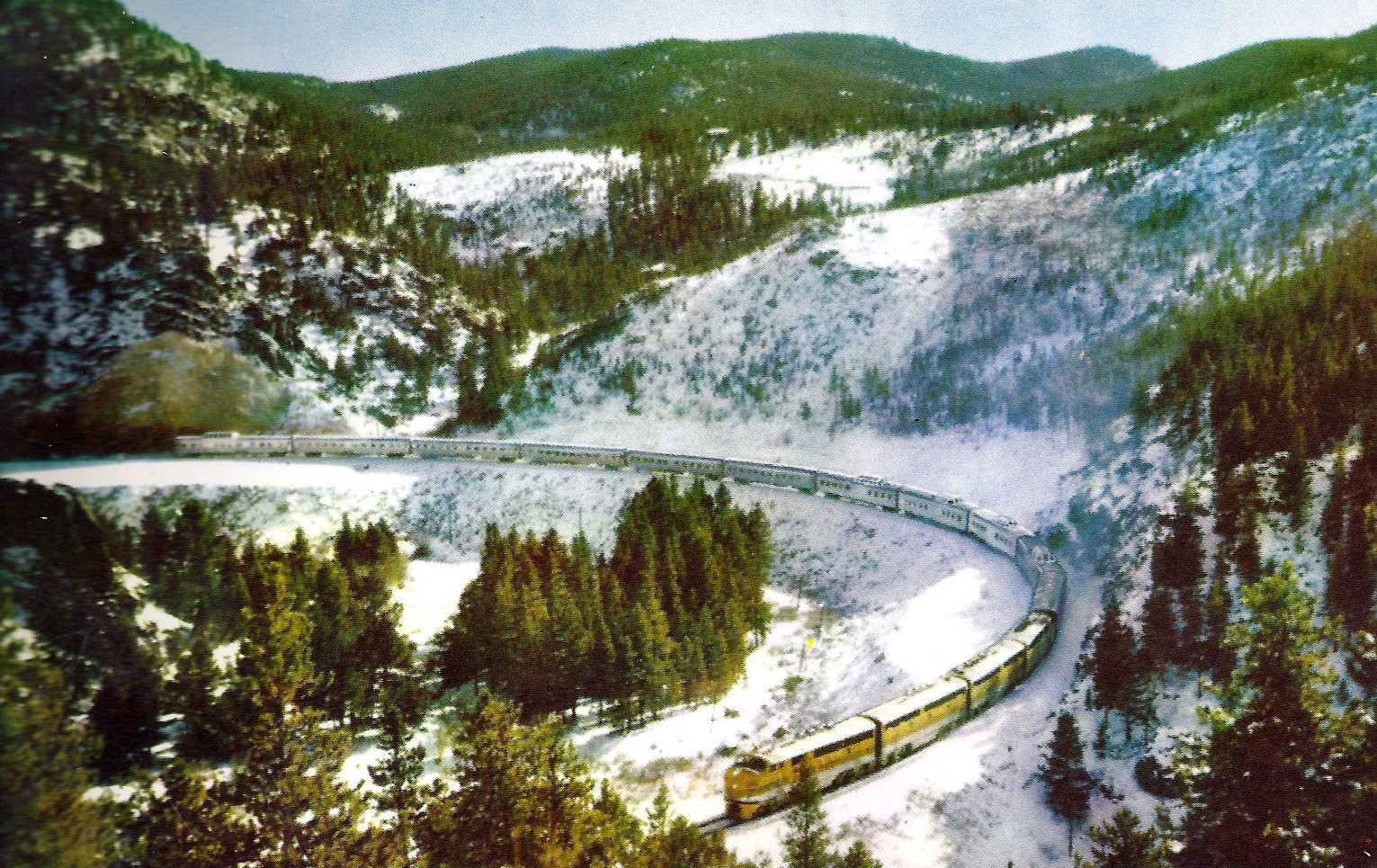
Der California Zephyr fährt vor 1959, gezogen von D&RGW-Lokomotiven, durch die verschneiten Berge Colorados.

Schließlich von den finanziellen Problemen der Vergangenheit befreit, konnte die D&RGW eine direkte Linie von Denver nach Salt Lake City anbieten, wodurch der Umweg über Pueblo und die Tennessee-Pass-Route überflüssig wurde. Ein Problem blieb aber bestehen: Für den transkontinentalen Zugverkehr war die nördlich entlangführende Route der Union Pacific Railroad weit weniger gebirgig und als Folge waren die Züge dort einige Stunden schneller. Die Lösung war die Fast-Freight-Philosophie der D&RGW, die kurze und dicht aufeinanderfolgende Güterzüge ermöglichte. Dies ist auch eine Erklärung dafür, warum die D&RGW trotz der Lage in einem der produktivsten Kohlenbergbaugebiete der USA so schnell wie möglich die Dampflokomotiven abstellte und durch Diesellokomotiven ersetzte. 1956 waren alle Normalspurdampflokomotiven abgestellt und verschrottet. Der Grund war, dass im Gegensatz zu Dampflokomotiven Diesellokomotiven leichter zu Einheiten zusammengekuppelt werden konnten. Dies war nötig, um das Optimum an Pferdestärken zur Einhaltung des eng gelegten Fahrplans zu erreichen.
Der Sinn der D&RGW für ihre abwechslungsreiche geographische Lage fand Ausdruck in dem wahrscheinlich bekanntesten Reisezug der USA, dem California Zephyr. Dieser Reisezug wurde zwischen Chicago und Denver von der Chicago, Burlington and Quincy Railroad (CB&Q) und zwischen Salt Lake City und Oakland (Kalifornien) (mit Fähr- und Busverbindungen nach San Francisco) von der Western Pacific Railroad betrieben. Da es dem California Zephyr nicht möglich war, mit der Union Pacific zu konkurrieren, die eine weniger gebirgige Strecke und einen 39-Stunden-Fahrplan besaß, setzte man den Fokus auf eine eher geruhsame „Schienenkreuzfahrt“ – mit ausgiebigen Ausblicken auf die Rocky Mountains. Obwohl der California Zephyr mit voller Kapazität fuhr und seinen größten Profit in den 1950er Jahren abwarf, war der Zug in den 1960er Jahren nur noch im späten Frühjahr, im Sommer und im Herbst profitabel. 1970 stieg die Western Pacific, die Millionen Dollar verlor, aus. Die D&RGW weigerte sich jedoch, dem halbstaatlichen Amtrak-System beizutreten und betrieb ihren eigenen Abschnitt als Rio Grande Zephyr bis 1983 weiter.
Obwohl die D&RGW das modernste Normalspursystem überhaupt besaß, um mit den anderen großen Güterbahnen konkurrieren zu können, betrieb sie Teile der nach wie vor dampfbetriebenen Schmalspurbahnen weiter. Dazu gehörte auch die berühmte Linie von Durango nach Silverton. Obwohl die meisten der übrig gebliebenen Schmalspurbahnen in den 1960er und 70er Jahren stillgelegt wurden, blieben diese Strecke und eine weitere übrig, die auch heute noch von privaten Tourismusbahnen unterhalten werden.

### Fusion mit der Union Pacific
Am 11. September 1996 verkaufte der Anschutzkonzern die inzwischen mit der Southern Pacific Railroad zusammengegangene Bahn an die Union Pacific, teilweise als Antwort auf die kurz zuvor erfolgte Fusion der Burlington Northern mit der Santa Fe. Seit der Fusion verschwinden die typischen Merkmale der alten Bahn langsam aber sicher. Am 9. November 2006 war die Nummer 5371 die letzte DRGW-Lokomotive im Dienst der Union Pacific. Sie leistet ihre Dienstzeit als Schiebelok in Helper (Utah) ab.
Die Union Pacific enthüllte 2006 die UP 1989, eine EMD SD70 in DRGW-Farben.

## Rollmaterial

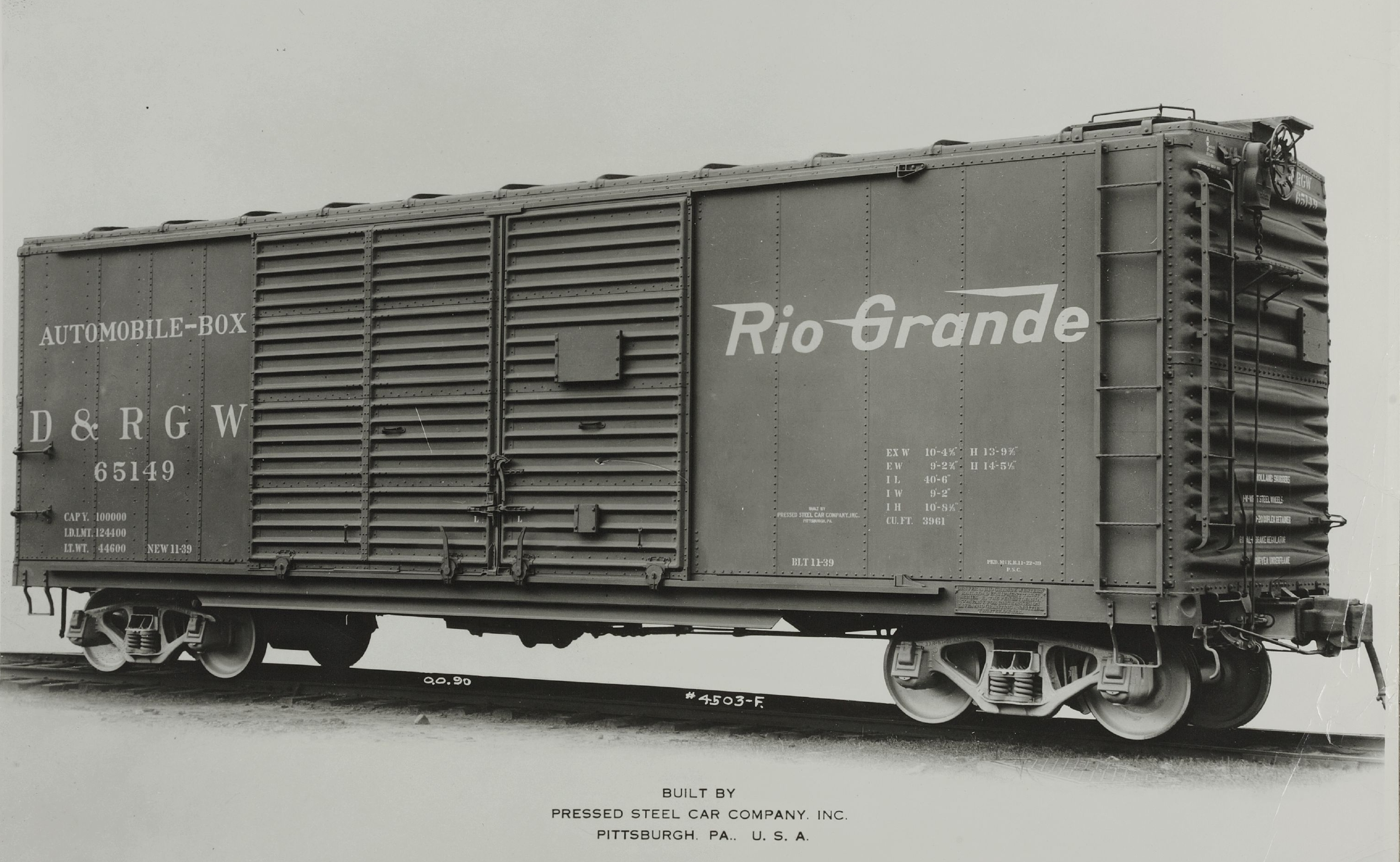
Güterwagen aus der Serie 65100–65199, gebaut 1939 von der Pressed Steel Car Company.

Am 1. Januar 1948 war die Gesellschaft im Besitz von 318 Dampflokomotiven und 62 Diesellokomotiven. Am 1. Januar 1962 waren es nur noch 22 Dampflokomotiven, dafür aber  257 Diesellokomotiven. Der Bestand an Reisezugwagen sank im gleichen Zeitraum von 179 auf 96 und an Güterwagen von 14 662 auf 12 386.

## Reisezüge
| Zugnummern | Zugname                      | Strecke                                  | Einsatzjahre         |
| ---------- | ---------------------------- | ---------------------------------------- | -------------------- |
| 1/2        | Royal Gorge                  | Denver-Grand Junction (über Royal Gorge) | –1967                |
| 5/6        | The Exposition Flyer         | Chicago-Oakland                          | 1939–1949            |
| 5/6        | California Zephyr der Amtrak | Chicago-Oakland                          | 1983–                |
| 7/8        | Prospector                   | Denver-Salt Lake City/Ogden              | 1941–1942; 1945–1967 |
| 9/10       | Yampa Valley Mail            | Denver-Craig                             | –1968                |
| 17/18      | California Zephyr            | Chicago-Oakland                          | 1949–1970            |
| 17/18      | Rio Grande Zephyr            | Denver-Salt Lake City                    | 1970–1983            |
| 19/20      | Mountaineer                  | Denver-Montrose                          | 1929(?)–1953         |
| 115/116    | San Juan Express             | Alamosa-Durango                          | ~1890–1951           |
| 315/316    | Shavano                      | Salida-Montrose (über Marshall Pass)     | –1941                |
| 461/462    | Silverton                    | Durango-Silverton                        |                      |
|            | Ski Train                    | Denver-Winter Park                       |                      |